# Victorino Vázquez
Victorino Vázquez (* 1918 in Guadalajara, Jalisco; † 1989 in Tijuana, Baja California), auch bekannt unter dem Spitznamen El Zarco (spanisch für „Der Blauäugige“), war ein mexikanischer Fußballspieler, der vorwiegend im Mittelfeld agierte. 
„Zarco“ Vázquez begann seine fußballerische Laufbahn im Nachwuchsbereich seines Heimatvereins Club Modelo und wechselte noch im Jugendbereich zum Club Deportivo Oro, bei dem ihm später auch der Sprung in die erste Mannschaft gelang. Aufgrund seiner guten Leistungen wurde er in die Auswahlmannschaft der Selección Jalisco berufen, die von 1940 bis 1943 in der noch offiziell auf Amateurstatus betriebenen Liga Mayor mitwirkte.
Bei Einführung des Profifußballs in Mexiko 1943 wechselte er zum Club Deportivo Guadalajara, für den er die ersten Spiele der Vereinsgeschichte im Profifußball bestritt; sowohl im Pokalwettbewerb als auch in der Meisterschaft.